# Goleta
Goleta  (лат.) — род аранеоморфных пауков из подсемейства Ballinae в семействе пауков-скакунов (Salticidae). Оба вида распространены только на острове Мадагаскар.

## Виды
- Goleta peckhami Simon, 1900 — Мадагаскар
- Goleta workmani (Peckham & Peckham, 1885) — Мадагаскар typus